# Copa de Campeones de la Concacaf 1969
La Copa de Campeones de 1969 fue la quinta edición del torneo de clubes más importante de Norteamérica, Centroamérica y el Caribe, celebrado del 25 de abril al 30 de septiembre de 1969. En la ronda final sólo participaron 3 equipos de 3 diferente países. El Cruz Azul se consagró por primera vez campeón al vencer en la final al Comunicaciones guatemalteco en el Estadio Azteca.

## Equipos participantes
En cursiva los equipos debutantes en el torneo.
| País                         | Equipo                                |
| ---------------------------- | ------------------------------------- |
| México · 2 cupos             | Deportivo Cruz Azul Deportivo Toluca  |
| Guatemala · 1 cupo           | CSD Comunicaciones                    |
| Costa Rica · 1 cupo          | Deportivo Saprissa                    |
| El Salvador · 1 cupo         | CD Águila                             |
| Honduras 1 cupo              | CD Motagua                            |
| Bermudas 1 cupo              | Somerset Trojans                      |
| Haití 1 cupo                 | Violette AC                           |
| Nicaragua 1 cupo             | Deportivo Universidad Centroamericana |
| Antillas Neerlandesas 1 cupo | CRKSV Jong Colombia                   |

## Primera ronda

### Saprissa - Motagua
| 25 de abril de 1969, 20:17 | Saprissa                                                            | 4:0 (1:0) | Motagua | Estadio Nacional, San José |                           |
|                            | Aguilar 19' · Fernando Hernández 60' · L. Umaña 82' · Chavarría 86' |           |         | Árbitro(s): Valentín Gazo  | Árbitro(s): Valentín Gazo |

| 1 de mayo de 1969 | Motagua         | 1:1 (1:1) (Global 1:5) | Saprissa     | Estadio Nacional, Tegucigalpa |                            |
|                   | Díaz 15' (a.g.) |                        | E. Umaña 19' | Árbitro(s): Clemente Cayez    | Árbitro(s): Clemente Cayez |

### Comunicaciones - Universidad Centroamericana
| 11 de mayo de 1969 | Universidad | 0:1 | Comunicaciones | Estadio Mateo Flores, Ciudad de Guatemala |                                   |
|                    |             |     | Flores (a.g.)  | Árbitro(s): Abel Aguilar Elizalde         | Árbitro(s): Abel Aguilar Elizalde |

| 13 de mayo de 1969 | Comunicaciones        | 3:0 (Global 4:0) | Universidad | Estadio Mateo Flores, Ciudad de Guatemala |                             |
|                    | Peña · Ruano · Torres |                  |             | Árbitro(s): Juan Soto París               | Árbitro(s): Juan Soto París |

### Águila - Jong Colombia
| 18 de mayo de 1969 | Jong Colombia | 1:3 | Águila                   | Estadio Flor Blanca, San Salvador |                         |
|                    | Victoria      |     | Martínez ?', ?' · Pineda | Árbitro(s): Len Yardine           | Árbitro(s): Len Yardine |

| 20 de mayo de 1969 | Águila                 | 2:2 (Global 5:3) | Jong Colombia  | Estadio Flor Blanca, San Salvador |                           |
|                    | Sobalvarro · Goncalvez |                  | Martina ?', ?' | Árbitro(s): Alfonso Gómez         | Árbitro(s): Alfonso Gómez |

### Somerset Trojans - Violette
| 14 de junio de 1969 | Violette              | 1:1 | Somerset Trojans | Estadio Nacional, Hamilton |                        |
|                     | Desconocido ?' (a.g.) |     | Minors           | Árbitro(s): Larry King     | Árbitro(s): Larry King |

| 16 de junio de 1969 | Somerset Trojans                         | 5:0 (Global 6:1) | Violette | Estadio Nacional, Hamilton  |                             |
|                     | Horton ?', ?', ?' · Desconocido/s ?', ?' |                  |          | Árbitro(s): Kenneth Chaplin | Árbitro(s): Kenneth Chaplin |

## Segunda ronda

### Cruz Azul - Toluca
| 12 de junio de 1969 | Cruz Azul | 0:0 | Toluca | Estadio 10 de diciembre, Jasso                          |  |
|                     |           |     |        | Asistencia: 3,000 espectadores Árbitro(s): Diego Di Leo |  |

| 18 de junio de 1969                                                                                              | Toluca    | 1:0 (1:0) | Cruz Azul | Estadio Luis Dosal, Toluca de Lerdo |                                   |
| | Pereda 5' |           |           | Árbitro(s): Abel Aguilar Elizalde   | Árbitro(s): Abel Aguilar Elizalde |
| Toluca fue descalificado el 19 de junio por alineación indebida de 3 jugadores y su lugar lo ocupó el Cruz Azul. |           |           |           |                                     |                                   |

### Comunicaciones - Águila
| 22 de junio de 1969 | Águila                    | 2:5 | Comunicaciones                        | Estadio Flor Blanca, San Salvador |  |
|                     | Desconocido · Desconocido |     | Godoy ?', ?' · Peña ?', ?' · Tambasco |                                   |  |

| 29 de junio de 1969 | Comunicaciones | 2:2 (Global 7:4) | Águila              | Estadio Mateo Flores, Ciudad de Guatemala |  |
|                     | Godoy · Rodas  |                  | Pineda · Sobalvarro |                                           |  |

### Saprissa - Somerset Trojans
| 24 de julio de 1969 | Saprissa                                    | 3:0 (1:0) | Somerset Trojans | Estadio Nacional, San José                                |                                                           |
|                     | Chavarría 83', 89' · Fernando Hernández 43' |           |                  | Asistencia: 7 000 espectadores Árbitro(s): Carlos Pontaza | Asistencia: 7 000 espectadores Árbitro(s): Carlos Pontaza |

| 27 de julio de 1969 | Somerset Trojans | 0:4 (0:3) (Global 0:7) | Saprissa                                | Estadio Nacional, San José |                            |
|                     |                  |                        | Ruiz 10', 32' · Chavarría 35' · Aguilar | Árbitro(s): Carlos Pontaza | Árbitro(s): Carlos Pontaza |

## Ronda final
- Cruz Azul
- Comunicaciones
- Saprissa

### Semifinal
| 31 de agosto de 1969 | Saprissa                                | 2:2 (0:1) | Cruz Azul                  | Estadio Nacional, San José   |                              |
|                      | Chavarría 63' · Francisco Hernández 75' |           | Victorino 43' · Pulido 72' | Árbitro(s): Leonel Bojórquez | Árbitro(s): Leonel Bojórquez |

| 9 de septiembre de 1969, 21:00 | Cruz Azul                 | 2:1 (1:0) (Global 4:3) | Saprissa      | Estadio Azteca, Ciudad de México                         |                                                          |
|                                | Guerrero 32' · Flores 54' |                        | Chavarría 56' | Asistencia: 35 000 espectadores Árbitro(s): Tomás Molina | Asistencia: 35 000 espectadores Árbitro(s): Tomás Molina |

### Final

#### Ida
| 18 de septiembre de 1969 | Comunicaciones | 0:0     | Cruz Azul | Estadio Mateo Flores, Ciudad de Guatemala |                                 |
|                          |                | Reporte |           | Asistencia: 30 000 espectadores           | Asistencia: 30 000 espectadores |

#### Vuelta
| 30 de septiembre de 1969, 16:30 | Cruz Azul      | 1:0 (0:0) (Global 1:0) | Comunicaciones | Estadio Azteca, Ciudad de México                                        |                                                                         |
|                                 | Alejándrez 83' | Reporte                |                | Asistencia: 30 000 espectadores Árbitro(s): Luis Paulino Siles Calderón | Asistencia: 30 000 espectadores Árbitro(s): Luis Paulino Siles Calderón |

|            | POR        | Roberto Alatorre       |     |
|            | DEF        | Juan Manuel Alejándrez |     |
|            | DEF        | Javier Sánchez Galindo | 70' |
|            | DEF        | Jesús Prado            | 84' |
|            | DEF        | Gustavo Peña           |     |
|            | DEF        | Javier Guzmán          |     |
|            | MED        | Fernando Bustos        |     |
|            | MED        | Héctor Pulido          |     |
|            | MED        | Guadalupe Flores       |     |
|            | MED        | Antonio Munguía        |     |
|            | DEL        | Rafael Hernández Pat   |     |
| Entrenador | Entrenador | Raúl Cárdenas          |     |

|            | POR        | Julio García       |     |
|            | DEF        | Henry Stokes       |     |
|            | DEF        | Luis Villavicencio |     |
|            | DEF        | Hugo Torres        |     |
|            | DEF        | Luis César Contini |     |
|            | MED        | Erwin Torres       |     |
|            | MED        | Jorge Luis López   |     |
|            | MED        | Héctor Tambasco    |     |
|            | DEL        | Hernán Godoy       |     |
|            | DEL        | Nelson Melgar      | 78' |
|            | DEL        | Enrique Mendoza    |     |
| Entrenador | Entrenador | Carlos Wellman     |     |

|  | MED | Cesáreo Victorino | 70' |
|  | MED | Jorge Arévalo     | 84' |

|  | DEL | Gilberto Fernández | 78' |

| Anotado | 82' | Juan Manuel Alejandrez | 1:0 |

| Árbitro | Luis Paulino Siles Calderón |

|            | POR        | Roberto Alatorre       |     |
|            | DEF        | Juan Manuel Alejándrez |     |
|            | DEF        | Javier Sánchez Galindo | 70' |
|            | DEF        | Jesús Prado            | 84' |
|            | DEF        | Gustavo Peña           |     |
|            | DEF        | Javier Guzmán          |     |
|            | MED        | Fernando Bustos        |     |
|            | MED        | Héctor Pulido          |     |
|            | MED        | Guadalupe Flores       |     |
|            | MED        | Antonio Munguía        |     |
|            | DEL        | Rafael Hernández Pat   |     |
| Entrenador | Entrenador | Raúl Cárdenas          |     |

|            | POR        | Julio García       |     |
|            | DEF        | Henry Stokes       |     |
|            | DEF        | Luis Villavicencio |     |
|            | DEF        | Hugo Torres        |     |
|            | DEF        | Luis César Contini |     |
|            | MED        | Erwin Torres       |     |
|            | MED        | Jorge Luis López   |     |
|            | MED        | Héctor Tambasco    |     |
|            | DEL        | Hernán Godoy       |     |
|            | DEL        | Nelson Melgar      | 78' |
|            | DEL        | Enrique Mendoza    |     |
| Entrenador | Entrenador | Carlos Wellman     |     |

|  | MED | Cesáreo Victorino | 70' |
|  | MED | Jorge Arévalo     | 84' |

|  | DEL | Gilberto Fernández | 78' |

| Anotado | 82' | Juan Manuel Alejandrez | 1:0 |

| Árbitro | Luis Paulino Siles Calderón |

| Bandera de México             |
| Campeón Cruz Azul 1.er título |